# Qualificazioni all'AFC Futsal Championship 2020
Le qualificazioni all'AFC Futsal Championship 2020 si sono disputate dal 16 al 27 ottobre 2019.
Il Turkmenistan è già qualificato in quanto organizzatrice della fase finale.

## AFF Futsal Championship 2019

### Gruppo A
| Squadra    | Pti | G | V | N | P | GF | GS | DR  |
| ---------- | --- | - | - | - | - | -- | -- | --- |
| Thailandia | 9   | 3 | 3 | 0 | 0 | 33 | 1  | +32 |
| Birmania   | 6   | 3 | 2 | 0 | 1 | 19 | 13 | +6  |
| Timor Est  | 1   | 3 | 0 | 1 | 2 | 6  | 22 | -16 |
| Cambogia   | 1   | 3 | 0 | 1 | 2 | 7  | 29 | -22 |

### Gruppo B
| Squadra   | Pti | G | V | N | P | GF | GS | DR |
| --------- | --- | - | - | - | - | -- | -- | -- |
| Indonesia | 7   | 3 | 2 | 1 | 0 | 11 | 5  | +6 |
| Vietnam   | 7   | 3 | 2 | 1 | 0 | 6  | 2  | +4 |
| Australia | 3   | 3 | 1 | 0 | 2 | 9  | 14 | -5 |
| Malaysia  | 0   | 3 | 0 | 0 | 3 | 8  | 13 | -5 |

### Fase a eliminazione diretta
|  | Semifinali | Semifinali | Semifinali |           |            | Finale          | Finale          | Finale          |  |
|  |            |            |            |           |            |                 |                 |                 |  |
|  | Thailandia | Thailandia | 2          |           |            |                 |                 |                 |  |
|  | Thailandia | Thailandia | 2          |           |            |                 |                 |                 |  |
|  | Vietnam    | Vietnam    | 0          |           |            |                 |                 |                 |  |
|  | Vietnam    | Vietnam    | 0          |           | Thailandia | Thailandia      | 5               |                 |  |
|  |            |            |            |           | Thailandia | Thailandia      | 5               |                 |  |
|  |            |            | Indonesia  | Indonesia | 0          |                 |                 |                 |  |
|  | Indonesia  | Indonesia  | Indonesia  | Indonesia | 0          | 4               |                 |                 |  |
|  | Indonesia  | Indonesia  |            |           |            | 4               |                 |                 |  |
|  | Birmania   | Birmania   | 3          |           |            | Finale 3º posto | Finale 3º posto | Finale 3º posto |  |
|  | Birmania   | Birmania   | 3          |           |            |                 |                 |                 |  |
|  |            |            |            |           |            |                 |                 |                 |  |
|  |            |            |            |           |            | Vietnam         | Vietnam         | 7               |  |
|  |            |            |            |           |            | Vietnam         | Vietnam         | 7               |  |
|  |            |            |            |           |            | Birmania        | Birmania        | 3               |  |

### Squadre qualificate
| Qualificate | Pres. | Miglior risultato                                                    |
| ----------- | ----- | -------------------------------------------------------------------- |
| Thailandia  | 16ª   | Secondo posto (2008, 2012)                                           |
| Indonesia   | 10ª   | Fase a gironi (2002, 2003, 2004, 2005, 2006, 2008, 2010, 2012, 2014) |
| Vietnam     | 6ª    | Quarto posto (2016)                                                  |

## Zona Centro & Sud

### Gruppo A
| Squadra     | Pti | G | V | N | P | GF | GS | DR  |
| ----------- | --- | - | - | - | - | -- | -- | --- |
| Uzbekistan  | 9   | 3 | 3 | 0 | 0 | 19 | 6  | +13 |
| Tagikistan  | 6   | 3 | 2 | 0 | 1 | 14 | 11 | +3  |
| Afghanistan | 3   | 3 | 1 | 0 | 2 | 10 | 13 | -3  |
| Nepal       | 0   | 3 | 0 | 0 | 3 | 3  | 16 | -13 |

### Gruppo B
| Squadra      | Pti | G | V | N | P | GF | GS | DR |
| ------------ | --- | - | - | - | - | -- | -- | -- |
| Iran         | 6   | 2 | 2 | 0 | 0 | 12 | 3  | +9 |
| Kirghizistan | 3   | 2 | 1 | 0 | 1 | 6  | 10 | -4 |
| Turkmenistan | 0   | 2 | 0 | 0 | 2 | 2  | 7  | -5 |

### Squadre qualificate
| Qualificate  | Pres. | Miglior risultato                                                                 |
| ------------ | ----- | --------------------------------------------------------------------------------- |
| Turkmenistan | 7ª    | Fase a gironi (2005, 2006, 2007, 2008, 2010, 2012)                                |
| Uzbekistan   | 16ª   | Secondo posto (2001, 2006, 2010, 2016)                                            |
| Tagikistan   | 11ª   | Quarti di finale (2007)                                                           |
| Iran         | 16ª   | Campione (1999, 2000, 2001, 2002, 2003, 2004, 2005, 2007, 2008, 2010, 2016, 2018) |
| Kirghizistan | 16ª   | Semifinali (2005), Quarto posto (2006, 2007)                                      |

## Zona Est

### Gruppo A
| Squadra       | Pti | G | V | N | P | GF | GS | DR  |
| ------------- | --- | - | - | - | - | -- | -- | --- |
| Cina          | 9   | 3 | 3 | 0 | 0 | 16 | 2  | +14 |
| Mongolia      | 4   | 3 | 1 | 1 | 1 | 10 | 10 | 0   |
| Taipei cinese | 4   | 3 | 1 | 1 | 1 | 10 | 13 | -3  |
| Hong Kong     | 0   | 3 | 0 | 0 | 3 | 4  | 15 | -11 |

### Gruppo B
| Squadra       | Pti | G | V | N | P | GF | GS | DR  |
| ------------- | --- | - | - | - | - | -- | -- | --- |
| Giappone      | 6   | 2 | 2 | 0 | 0 | 21 | 4  | +17 |
| Corea del Sud | 3   | 2 | 1 | 0 | 1 | 8  | 5  | +3  |
| Macao         | 0   | 2 | 0 | 0 | 2 | 3  | 23 | -20 |

### Play-off
| Squadra 1 | Risultato | Squadra 2     |
| --------- | --------- | ------------- |
| Mongolia  | 0 - 5     | Corea del Sud |

### Squadre qualificate
| Qualificate   | Pres. | Miglior risultato           |
| ------------- | ----- | --------------------------- |
| Cina          | 13ª   | Quarto posto (2008, 2010)   |
| Giappone      | 16ª   | Campione (2006, 2012, 2014) |
| Corea del Sud | 14ª   | Secondo posto (1999)        |

## Zona Ovest

### Gruppo A
| Squadra             | Pti | G | V | N | P | GF | GS | DR  |
| ------------------- | --- | - | - | - | - | -- | -- | --- |
| Kuwait              | 9   | 4 | 3 | 0 | 1 | 15 | 5  | +10 |
| Bahrein             | 7   | 4 | 2 | 1 | 1 | 10 | 6  | +4  |
| Emirati Arabi Uniti | 7   | 4 | 2 | 1 | 1 | 12 | 13 | -1  |
| Iraq                | 6   | 4 | 2 | 0 | 2 | 11 | 11 | 0   |
| Palestina           | 0   | 4 | 0 | 0 | 4 | 9  | 22 | -13 |

### Gruppo B
| Squadra        | Pti | G | V | N | P | GF | GS | DR  |
| -------------- | --- | - | - | - | - | -- | -- | --- |
| Libano         | 9   | 3 | 3 | 0 | 0 | 20 | 4  | +16 |
| Arabia Saudita | 4   | 3 | 1 | 1 | 1 | 10 | 8  | +2  |
| Oman           | 4   | 3 | 1 | 1 | 1 | 9  | 14 | -5  |
| Qatar          | 0   | 3 | 0 | 0 | 3 | 3  | 16 | -13 |

### Play-off
| Squadra 1           | Risultato | Squadra 2 |
| ------------------- | --------- | --------- |
| Emirati Arabi Uniti | 1 - 5     | Oman      |

### Squadre qualificate
| Qualificate    | Pres. | Miglior risultato                                           |
| -------------- | ----- | ----------------------------------------------------------- |
| Kuwait         | 12ª   | Quarto posto (2003, 2014)                                   |
| Bahrein        | 3ª    | Quarti di finale (2018)                                     |
| Libano         | 12ª   | Quarti di finale (2004, 2007, 2008, 2010, 2012, 2014, 2018) |
| Arabia Saudita | 2ª    | Fase a gironi (2016)                                        |
| Oman           | 1ª    | Esordiente                                                  |

## Squadre qualificate
| Qualificate    | Così dalle qualificazioni                  | Pres. | Miglior risultato                                                                 |
| -------------- | ------------------------------------------ | ----- | --------------------------------------------------------------------------------- |
| Turkmenistan   | Nazione ospitante                          | 7ª    | Fase a gironi (2005, 2006, 2007, 2008, 2010, 2012)                                |
| Thailandia     | AFF Futsal Championship 2019 Vincitore     | 16ª   | Secondo posto (2008, 2012)                                                        |
| Indonesia      | AFF Futsal Championship 2019 Secondo posto | 10ª   | Fase a gironi (2002, 2003, 2004, 2005, 2006, 2008, 2010, 2012, 2014)              |
| Vietnam        | AFF Futsal Championship 2019 Terzo posto   | 6ª    | Quarto posto (2016)                                                               |
| Uzbekistan     | Centro & Sud Vincitore Gruppo A            | 16ª   | Secondo posto (2001, 2006, 2010, 2016)                                            |
| Tagikistan     | Centro & Sud Secondo posto Gruppo A        | 11ª   | Quarti di finale (2007)                                                           |
| Iran           | Centro & Sud Vincitore Gruppo B            | 16ª   | Campione (1999, 2000, 2001, 2002, 2003, 2004, 2005, 2007, 2008, 2010, 2016, 2018) |
| Kirghizistan   | Centro & Sud Secondo posto Gruppo B        | 16ª   | Semifinali (2005), Quarto posto (2006, 2007)                                      |
| Cina           | Zona Est Vincitore Gruppo A                | 13ª   | Quarto posto (2008, 2010)                                                         |
| Giappone       | Zona Est Vincitore Gruppo B                | 16ª   | Campione (2006, 2012, 2014)                                                       |
| Corea del Sud  | Zona Est Vincitore play-off                | 14ª   | Secondo posto (1999)                                                              |
| Kuwait         | Zona Ovest Vincitore Gruppo A              | 12ª   | Quarto posto (2003, 2014)                                                         |
| Bahrein        | Zona Ovest Secondo posto Gruppo A          | 3ª    | Quarti di finale (2018)                                                           |
| Libano         | Zona Ovest Vincitore Gruppo B              | 12ª   | Quarti di finale (2004, 2007, 2008, 2010, 2012, 2014, 2018)                       |
| Arabia Saudita | Zona Ovest Secondo posto Gruppo B          | 2ª    | Fase a gironi (2016)                                                              |
| Oman           | Zona Ovest Vincitore play-off              | 1ª    | Esordiente                                                                        |